# Parâmetro (estatística)
Em Estatística, um parâmetro é uma característica da população.
Por exemplo, seja a variável aleatória "idade dos interessados em golfe". "Número de elementos", no caso número total de pessoas interessadas em golfe, é um parâmetro desta população. A esperança desta variável aleatória, digamos 35 anos, também é um parâmetro da população. Note que isso é diferente da média amostral, ou seja, é diferente do valor que podemos obter tomando alguns interessados em golfe e calculando a média de suas idades.
O parâmetro raramente é conhecido. Em geral, é muito caro ou demorado obter dados da população inteira. Por isso, faz-se usa de amostras.
De maneira geral, os símbolos usados para diferenciar as características da amostra das características populacionais são os seguintes:
| Característica      | Parâmetro (refere-se à população) | Estatística (refere-se à amostra) |
| ------------------- | --------------------------------- | --------------------------------- |
| Número de elementos | N                                 | n                                 |
| Média               | {\displaystyle \mu }              | {\displaystyle {\bar {X}}}        |
| Variância           | {\displaystyle \sigma ^{2}}       | {\displaystyle S^{2}}             |